# A mulher perfeita (telenovela)
A mulher perfeita é uma telenovela venezuelana  produzida e transmitida por Venevisión no ano 2010. Escrita por Leonardo Padrón.
Protagonizada por Mónica Spear e Ricardo Álamo, e com as participações antagônicas de Ana  Karina Manco, Jean Carlo Simancas, Jerónimo Gil e Claudia La Gatta. Conta ainda com as atuações co-protagonistas de Marlene De Andrade, Marisa Román, Flavia Gleske, Mariaca Semprún, Eduardo Orozco, Manuel Sosa, Eduardo Serrano, Guillermo García e Albi De Abreu.

## Exibição original
Estreou em 1 de setembro de 2010 e teve seu término em 14 de março de 2011 com um capítulo final de 2 horas de duração.

## Exibição no Brasil
Foi exibida no Brasil entre 24 de maio e 04 de dezembro de 2023, no horário das 19:00, substituindo Por amarte tanto e sendo substituída por Acorrentada, através do canal Novelíssima,disponível no serviço de streaming gratuito Samsung Plus. 
Está sendo exibida pela segunda vez pelo Novelissima desde 14 de junho de 2025 substituindo Para Ver-te Melhor.
A novela também está disponível dublada e na íntegra no serviço de streaming Vix desde 2021.
Foi disponibilizada na íntegra e dublada pelo serviço de streaming +SBT em 17 de julho de 2025.

## Reprise
Foi reapresentada em seu país de origem,pelo canal a cabo Venevisión Plus, entre 28 de janeiro e 8 de agosto de 2013, de segunda-feira a sexta-feira, na faixa das 19:00 (horário da Venezuela) 

## Sinopse
Esta é a história de seis mulheres, Micaela, Gala, Eva, Lúcia, Carolina e Shirley que vivem num país (Venezuela) onde muitas lutam para se tornar o que todo homem sonha: a mulher perfeita.
Algumas delas, para atingir este objetivo, tentarão de tudo: cirurgias, exercícios, dietas, botox. Outras, em compensação, nem mesmo desejam chegar a este objetivo. Mas é, sobretudo, uma história sobre as diferentes formas do amor, o império da vaidade, a exclusão social, a ambição, a fama e seus delírios, o culto ao ego e a família como fortaleza.
Esta é a história de todas elas, mas também é a história dos homens que conheceram a essas mulheres, Santiago, Larry, Javier Tiberio (Nenê), Cruz Mario, Lucho, Daniel e Guillermo, as amando ou odiando. E é a história de um país no qual ser a mulher perfeita se converteu na maior das obsessões.
Esta novela aborda por a sua vez a Síndrome de Asperger. O que faz com que Micaela experimente uma nova experiência,nunca antes vivida chamada o amor, comece a adaptar - se a um mundo no qual sente as conhecidas borboletas no estômago por seu chefe Santiago Reverón, um homem atraente, bom e apaixonado, é um cirurgião plástico  profissionalmente conhecido como o Dr. Botox , Santiago sente uma atração muito grande por Micaela ao conhecê-la, já que dá-se conta de que ela é diferente das demais mulheres, vê nela uma mulher terna e especial a qual sente a necessidade da proteger dos desvios e desprezos do mundo exterior. Para desgraça de Santiago, este está casado com Gala Moncada, uma atriz famosa do país, conhecida por protagonizar diferentes novelas, que por trás de sua gentileza oculta uma pessoa egocêntrica e manipuladora, Micaela terá que lutar dia a dia contra um mundo cheio de pessoas más e hipócritas que a julgarão por ser diferente ao ter a Síndrome de Asperger e junto a Santiago terão que lutar contra a inveja e maldade por seu amor e assim Santiago poder estar com a mulher perfeita para ele.

## Elenco
- Mónica Spear - Micaela Gomez
- Ricardo Álamo - Santiago Reverón
- Ana Karina Manco - Gala Moncada Montiel de Reverón
- Eduardo Orozco - Larry Corona
- Jean Carlo Simancas - Cruz Mario Polanco
- Marlene de Andrade - Eva Gomez
- Manuel Sosa - Javier Tiberio "Nenê" López
- Marisa Román - Lúcia Reverón Pacheco
- Mariaca Semprún - Shirley Pastora Gómez Valdés "A Popular Shirley"
- Albi De Abreu - Luis "Lucho" Montilla
- Eduardo Serrano - Guillermo y Toro
- Flavia Gleske - Carolina Toro de Pimentel
- Jerónimo Gil - Betúlio "Beto" Pimentel
- Elba Escobar - Estrela Valdés
- Guillermo García - Daniel Sanabria
- Carolina Perpétuo - Renata
- Alba Roversi - Minerva León
- Ana María Simón - Karla Troconis
- Julie Restifo - Antonella "Nella" Montiel Vva. de Moncada
- Beatriz Valdés - Maruja Pacheco Vva. de Reverón
- Gustavo Rodríguez(†) - Saturno Luna
- Milena Santander - Presentación Valdés
- Manuel Salazar - Rolando Gomez
- Carlos Arraiz - Marlon Pássaro
- Andreina Yepez - Bambi Valladares
- Alejandro Corona - Tarzán Valladares
- Claudia La Gatta - Chabela Andrade
- Jesus Nunez - Quintín
- Grecia Augusta - Carminha
- Sandra Yajure - Celina
- Yuvanna Montalvo - Chantal
- María Alesia Machado
- Kristel Krause
- Alicia Hernández
- Mayela Caldera - Desirée
- Anabela Troconis
- Magaly Serrano - Keyla
- Lili Tarabella - Daniela Corona Troconis

## Participações especiais
- Rosalinda Serfaty - Raquel Rojas, Diretora da Sovenia
- Laureano Olivares - Gerson
- Hernán Iturbe - Chefe dos garçons
- Marcos Moreno - DT da equipe de futebol
- José Luis Zuleta - Diretor da telenovela de Gala Moncada, "Te Amarei Para Sempre"
- Cristhian González - Irmão de Lucho
- Guillermo Pérez - Rubem
- José Madonía - Dr. Augusto Linhares, oncologista
- Daniela Bascopé - Arelis, a ex-noiva de Lucho
- Raúl Amundaray(†) - Acompanhante ocasional de "Pérola" a Dama de Companhia (Eva Gómez)
- Maricarmen Sobrino - apresentadora do talk-show
- Roque Valero - Cantor no desfile de moda
- Luis Perdomo - Desenhista do desfile de moda
- Osmel Sousa - Ele Mesmo
- Leonardo Aldana - Garçom no capítulo 80
- Hany Kauam - Cantor do casamento de Eva e Polanco
- Santiago Cruz - O cantor do bar que vão Lúcia e Nenê
- Gilberto Santa Rosa - Concertista no restaurante ao que vão Maruja e Guillermo, e Lucho e Shirley
- Mimí Lazo - Ela mesma
- Damián Genovesse - Ele mesmo e Cirilo, o noivo de Shirley na telenovela "Te Amarei para sempre"
- Abril Schreiber - Ela mesma como a protagonista da telenovela "Te Amarei para sempre"
- Luis David Díaz - Ele mesmo como protagonista da telenovela "Te Amarei para sempre"
- Laura Vieira - Apresentadora da estréia da telenovela "Te Amarei para sempre"
- Yordano - O cantor da reconciliação de Karla e Larry
- Jorge Palacios - Pai de Chantal